# Краер

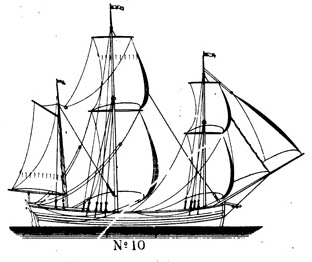
Изображение краера из «Architectura navalis mercatoria» (1768 год) Фредрика Хенрика Чапмана.

Кра́ер (нидерл. kraaier) — парусное грузовое, торговое или промысловое плоскодонное судно.

## Описание судна
Небольшое парусное плоскодонное судно, имеющее три мачты-однодревки и парусное вооружение сходное с парусным вооружением судна кат (cat).
Водоизмещение краеров составляло около 20—30 тонн, но в отдельных случаях могло достигать 60 тонн. Так, к примеру, захваченный испанцами в 1376 году краер «Джеймс» имел водоизмещение шестьдесят тонн, а его экипаж состоял из 16-и человек.

## Применение
Суда данного типа были распространены в XIV—XIX веках на Балтийском и Северном морях, в основном в Нидерландах, Франции, Швеции.
В российском флоте суда данного типа строились в небольшом количестве во второй половине XVIII века. Для нужд Российского императорского флота было построено 8 краеров двух разных типов «Номерной» и «Рак», по четыре судна каждого типа. Все краеры несли службу в Балтийском флоте. Использовались в качестве транспортных судов, артиллерийского вооружения не несли.